# 電擊學園RPG 女神的十字架
《電擊學園RPG 女神的十字架》是角川書店與ASCII Media Works為了慶祝電擊文庫15周年，而在2009年3月19日於NDS平台上推出的RPG冒險遊戲，此遊戲使用傳統RPG的遊戲模式及2D橫向捲軸戰鬥模式，一次同時操縱三個人物利用連續攻擊和必殺技進行戰鬥，此遊戲也支援卡片合成系統，為遊戲添加了更大的變數。隨後在2011年2月10日，角川書店與ASCII Media Works以前作為基礎，推出《電擊學園RPG 女神的十字架 特別版》。

## 世界
本作的故事場景「電擊學園」取自於現實世界的「電擊文庫」，在「電擊學園」的世界中，存在著企圖改變人心、毀滅世界的組織「絕夢」。而男女主角為了阻止絕夢的陰謀，進而與八位電擊文庫的女主角並肩作戰，以阻止絕夢的陰謀。
本作的8位女性角色都是電擊文庫中的女主角，包括《灼眼的夏娜》、《奇諾之旅》、《撲殺天使朵庫蘿》、《乃木坂春香的秘密》、《魔法禁書目錄》、《TIGER×DRAGON！》、《機巧魔神》、《伊里野的天空、UFO的夏天》等8部電擊文庫的小說人物，同時其他電擊文庫的角色也會在此遊戲中客串，聲優高達40人之多。

## 故事
在圖書館擺放著大量電擊文庫小說的電擊學園，近來在學生群中流傳著學校有幽靈出沒的傳言，男主角和青梅竹馬春日井絆為了調查幽靈的真面目，而在半夜闖進了電擊學園，就在兩人在福利社的被破壞現場思考時，時間停止了，一名拿著大太刀、嘴叼著菠蘿麵包的少女出現，此少女隨後便將襲擊三人的怪物擊倒。此時，被嚇到男主角腦中浮現了八位女孩子被綁在山丘上的十字架場景，此時這名少女靠近，告訴了兩人：「為了拯救世界，請幫助我們……」

## 特別版增加內容
1.遊戲地圖從平面視角改成等軸視圖
2.追加收錄新劇本及能與魔王再次挑戰的「再戰模式」
3.遊樂場新增小遊戲。
4.加強各角色的圖片品質及遊戲音質
5.卡片變化稍作更動

## 登場人物

### 主要人物
主角（名字由玩家自行決定）（声：竹本英史（戰鬥時） / 繪圖：黑星紅白）攻擊系統：斬擊
本作男主角，電擊學園的高二男學生，在與青梅竹馬兼同學的春日井絆一同在半夜調查學校的幽靈謠言時，淺意識看見八位少女被綁在山丘十字架的影像，而被捲入電擊文庫與絕夢的戰爭中。到電擊文庫的世界時，手上會出現寶劍『吸血鬼』。樣貌與絕招，完全與最後的魔王「絕夢」完全一樣。跟女主角絆互有好感，而在遊戲劇情中對絆告白。
春日井絆(春日井キズナ)（声：喜多村英梨 / 繪圖：いとうのいぢ）
本作女主角，喜歡閱讀，也是學校的圖書委員長，已經看完全圖書館的電擊文庫小說。雖然是女主角，但沒有跟著男主角到電擊文庫的世界，而是在現實世界蒐集絕夢的資料，跟主角互有好感。
絕夢（声：竹本英史）
本作的大魔王，樣子與絕招完全跟主角一模一樣，企圖竄改電擊文庫來毀滅世界。原本不是跟主角相同的樣子，而是寄宿在主角身上，隨著主角增強之後，自己的力量也隨之增強。

### 電撃文庫世界的居民

#### 灼眼的夏娜
（原作：高橋彌七郎 原作繪圖：伊東雜音）
“炎髪灼眼的殺手”夏娜（声：釘宮理恵）攻撃系統：斬擊 屬性「闘」
在初章時的販賣部裡出現，『灼眼的夏娜』的主角，為了對抗絕夢而從異次元來到現實世界調查。能用特殊技能"封絕"來搜索敵人。似乎對大河的存在特別在意。
坂井悠二（声：日野聰）
「灼眼的夏娜」的男主角，與原作相同，擁有每到半夜就能回復自身存在之力的"零時迷子"。觀察力相當高，每次見到夏娜和主角時大多只有苦笑。
“天壤劫火”亞拉斯特爾（声：江原正士）
與夏娜訂下契約的寶具"紅世魔王"，因為感覺到絕夢的危險性，所以與夏娜一起到人間調查絕夢的蹤跡。
“蹂躪的爪牙”瑪瓊琳．朵(偽)（声：岩田光央）
絕夢複製出來的假貨之一。

#### 奇諾之旅
（原作：時雨澤惠一 原作繪圖：黑星紅白）

#### 伊里野的天空、UFO的夏天
（原作：秋山瑞人 原作繪圖：駒都英二）

#### 乃木坂春香的秘密
（原作：五十嵐雄策 原作繪圖：SHAA）

#### 魔法禁書目錄
（原作：鎌池和馬 原作繪圖：灰村清孝）

#### 撲殺天使朵庫蘿
（原作：おかゆまさき 原作繪圖：とりしも）

#### TIGER×DRAGON！(虎與龍)
（原作：竹宮悠由子 原作繪圖：泰）

#### 機巧魔神
（原作：三雲岳斗 原作繪圖：和狸ナオ）

#### 狼與辛香料
（原作：支倉凍砂 原作繪圖：文倉十）
羅倫斯
出現在電擊學園的販賣部，向玩家兜售各種補給品和新的S章小說文庫本。
赫蘿
完成S章「狼與辛香料」後出現在羅倫斯身旁，在茵蒂克絲加入列隊後，向玩家兜售卡片。另外在戰鬥中使用卡片「遠吠え」時，赫蘿會以狼的姿態出場。

#### Baccano！(大騷動！)
（原作：成田良悟 原作繪圖：エナミカツミ）
費洛
完成S章「Baccano！」後電擊學園會開放遊戲場，同時費洛也會出現在遊戲場內。

#### 犬神！
（原作：有沢まみず 原作繪圖：若月神無）
ようこ
完成S章「犬神！」後出現在圖書館，能將玩家傳送到電擊學園其他位置。

## 外部連結
- 官方網站 （页面存档备份，存于）